# Французский топовый узел
Францу́зский то́повый у́зел (от англ. French Masthead Knot) — морской временный узел, который использовали на французском парусном флоте. Имеет три точки натяжения, которых достаточно для надёжного закрепления временной мачты парусника вместо бугелей с обухами постоянной мачты. Завязывают на середине троса. Посреди узла располагают топ временной мачты. Состоит из пары петель для пары концов бакштага, а коренные концы узла служат для крепления форштага. Штаги прикрепляют к топовому узлу бекетовыми узлами.
По другому источнику, третью петлю образуют, связав коренные концы топового узла прямым узлом, а штаги ввязывают шкотовыми узлами.
Узел также возможно применять в быту для крепления антенны, шеста, флагштока, саженца дерева, в петли которого ввязывают три оттяжки. Также используют для переноски чего-либо.

## Способ завязывания
1. Сложить трос пополам, образовав закрытую петлю, и сделать пару петель (как при начале завязывания выбленочного узла).
2. Наложить одну петлю на другую (с коренными концами внутри узла).
3. Вдеть ходовые концы петель в противоположные петли.
4. Затянуть.

## Признаки
Плюсы
- Узел — прост
- Завязывать легко
- Сравнительно легко развязывать

Минусы
- Необходимо нагружать одновременно обе петли

## Применение
В морском деле

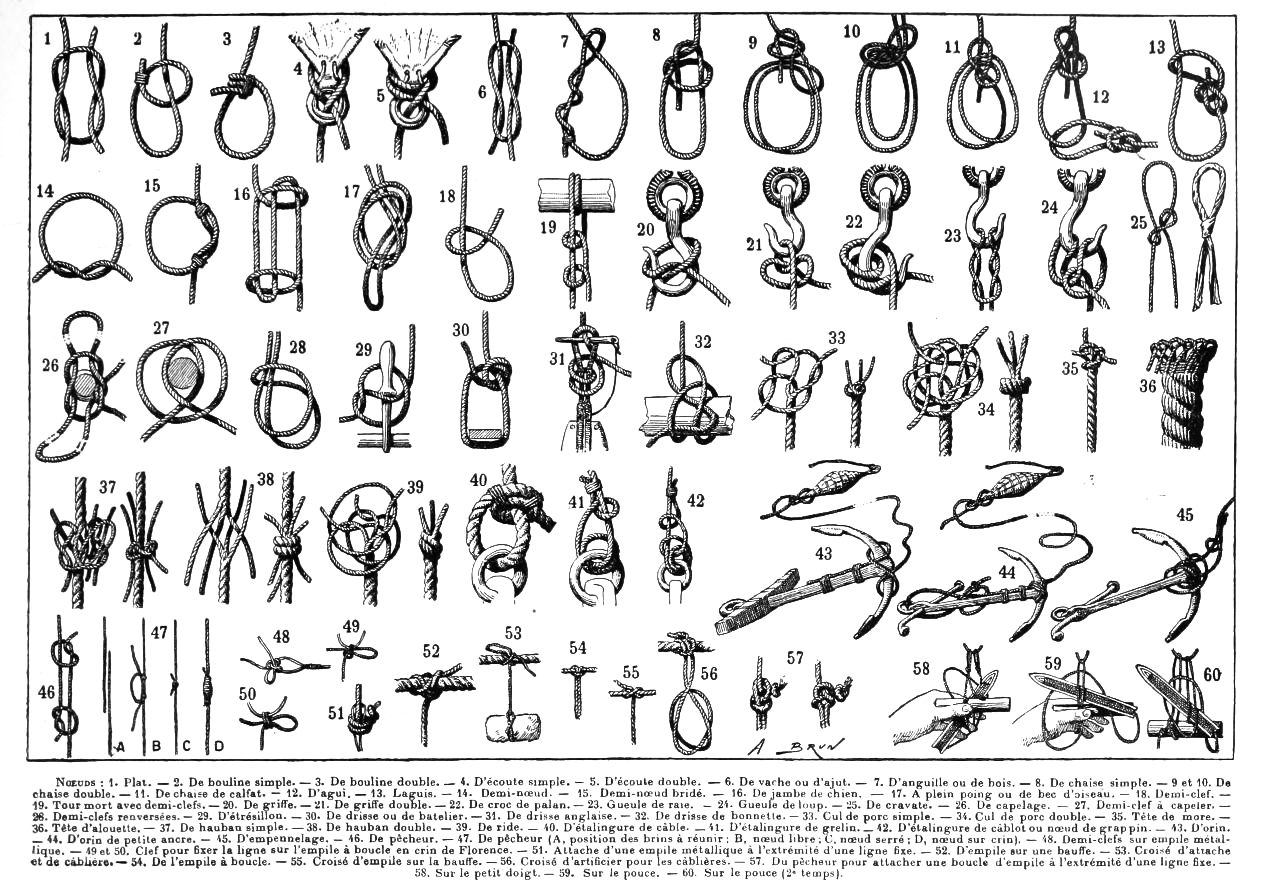
На рисунке 26 изображён французский топовый узел.
Французская энциклопедия Le Larousse pour tous, 2-й том, 1909

- Временное крепление топа временной мачты яхты штагами

В быту
- Временное крепление шеста (или антенны) тремя оттяжками
- Переноска чего-либо